# Margarete Hilferding
Margarete Hilferding-Hönigsberg (también: Margarethe Hilferding-Hönigsberg), nacida en Hernals (Viena) el 20 de junio de 1871 y fallecida durante el traslado del campo de Theresienstadt a Maly Trostenets el 23 de septiembre de 1942, fue una doctora y psicoanalista austríaca. Ella es una de las primeras médicas de Austria y la primera mujer miembro de la  Sociedad psicoanalítica de Viena (1910).

## Biografía
Ella nació en una familia de médicos, su padre Paul Hönigsberg es médico y su madre, Emma Breuer, consejera legal en un hogar de trabajadores en el distrito 16 de Viena (Ottakring) y una socialdemócrata comprometida, era una prima de Joseph Breuer.
Después de la escuela secundaria, Margarethe Hilferding aprobó el bachillerato como candidata libre, luego se matriculó en 1898 en la universidad en filosofía, luego en medicina cuando la universidad aceptó a los estudiantes, en 1900. Obtuvo su doctorado en medicina en 1903, convirtiéndose en una de las primeras doctoras austriacas. Se casó en 1904 con el economista austro-marxista Rudolf Hilferding, quien fue Ministro de Finanzas durante la República de Weimar (1928-1929), y con quien tuvo dos hijos. Su hijo mayor Karl Hilferding se convertiría al catolicismo y se formó como misionero.
Después de su divorcio de Rudolf Hilferding, Margarete Hilferding se fue de Berlín a Viena, donde ejerció como doctora en un distrito de clase trabajadora, mientras realizaba actividades políticas, como concejal de distrito socialdemócrata (1927-1934).
En abril de 1910, Paul Federn presentó su candidatura a la Sociedad psicoanalítica de Viena, donde fue aceptado después después de debatirse la admisión de mujeres a la entonces sociedad masculina. Se hizo miembro el 10 de abril de 1910 y asiste regularmente a reuniones y conferencias de Sigmund Freud en la Universidad de Viena. Ella presenta su primer trabajo, titulado "Los fundamentos del amor maternal", a la Sociedad de Psicoanálisis en 1911.
Cuando Alfred Adler se enemistó con Freud, ella se puso del lado de Adler y renunció al mismo tiempo que él. Ella era una miembro activo en la asociación de psicología individual que él crea. Ella trabaja como médico, especialmente en el hospital de día Mariahilfer Ambulatorium. Mantenía una actividad científica, realizaba seminarios y escribía artículos sobre temas relacionados con la educación y las mujeres. 
Al no abandonar Austria a tiempo durante el Anschluss, y fue desposeída de su apartamento, ubicada en un hogar de ancianos y deportada el 28 de junio de 1942. Murió de agotamiento durante un traslado entre los campos de Theresienstadt y Maly Trostenets, 23 de septiembre de 1942. Su hijo mayor, Karl Hilferding, arrestado por la policía francesa en su vuelo desde los Países Bajos, antes de poder cruzar la frontera suiza, es internado en el campo de Drancy y luego deportado a Auschwitz donde murió el 2 de diciembre de 1942. Sólo sobrevivió su segundo hijo, Peter Milford-Hilferding (1908-2007), un economista austriaco.

## Trabajo y obra
Margarete Hilferding presentó una exposición notable sobre "los fundamentos del amor materno" como parte de la Sociedad Psicoanalítica de Viena en 1911.
También es conocida por sus actividades en el campo social y político.

### « Los fundamentos del amor materno »
En enero de 1911, Margarethe Hilferding, en su presentación ante la sociedad del psicoanálisis vienés titulada "Los fundamentos del amor maternal", mostró que: 

"esto no es innato sino adquirido"

   En aquel momento en Viena, el 11 de enero de 1911, que informaba la conferencia del Dr. Hilferding sobre los fundamentos del amor materno, el orador claramente afirma: 

"No hay amor materno innato"

 Así mismo ella señala que cuando se amamanta, se produce que: 

el aumento de la leche en los senos va acompañado de una cierta sensación de placer

 Como resultado,

"las sensaciones sexuales del bebé deben encontrar un correlativo en las correspondientes sensaciones de la madre".

### Compromiso sociopolítico
Margarete Hilferding, involucrada en el movimiento Adler de la psicología individual, fue muy influyente y activa en los años de entreguerras. Ella es conocida por su trabajo científico y la enseñanza, que es la expresión de su compromiso con la política social y la formación de "Viena Roja". Abordó, en particular, la situación de la mujer, la sexualidad y la regulación de los nacimientos (M. Hilferding, Geburtenregelung, Erörterungen zum § 144. Viena, 1926), emancipación y educación.